# 主徒会
主徒会（しゅとかい、中国語: 主徒會, ラテン語: Congregatio Discipulorum Domini, 略称: C.D.D.）は、キリスト教カトリック教会の男子修道会。イタリア人チェルソ・コスタンティーニ枢機卿により中国察哈爾省宣化で創設され、現在その本部は台湾台北市に所在する。

## 沿革
- 1922年 - チェルソ・コスタンティーニ大司教（当時）が初代在華教皇使節として中国に着任。彼は中国が古代より文化を重んじる大国であり、人びとを思想の上からも敬服させなければ宣教もままならないと考えた。当時の教会は中国において300年の歴史がありながらも、なお外国人によって運営されていた。そこで彼は中国に根付いた、中国人司祭を養成する修道会の必要性を痛感し、その創設を計画した。
- 1927年 - 察哈爾省宣化城外（現在の河北省張家口市宣化区）に渓谷沿いの土地を購入し、中国式の会院一式を建設。ここに中国籍司祭養成のための修道会をつくるための準備をした。これが後に主徒会の母院であるエマオ会院となる。
- 1931年 - 教皇庁が主徒会の成立を批准、これを受けて主徒会は宣化代牧区において正式に成立。「使徒の女王」聖母マリアを修道会の守護聖人に頂いた。
- 1948年 - 国共内戦により中国共産党が徐々に中国大陸全土を支配下に収めるのにしたがって、修道院は解散を迫られ、修道士は捕縛され、あるいは迫害に遭っていた。
- 1949年 - 主徒会は本部を台湾・台北に移転。会士 郭若石が後に大司教に任じられる台北教区において宣教に従事し、高雄、基隆において教会を建設した。中国大陸における活動のすべを失ったことにより、台湾および海外華人の信徒が宣教司牧の対象となった。また同時に、会士をインドネシアとマレーシアに派遣して学校と教会を建設し、華僑に対する活動を展開。その範囲は台湾、マレーシア、インドネシア、シンガポール、カナダ、アメリカなどに及んでいる。
- 現在、主徒会の本部は台北市陽明山にある。台湾では文化・教育事業を行い、新北市新荘区の恒毅中学（中国語版）[1]を経営し、また台湾における最初のカトリック雑誌である『恒毅双月刊』を発行している。